# Fotbalová reprezentace Srbska a Černé Hory
Fotbalová reprezentace Srbska a Černé Hory reprezentovala v letech 1992 až 2006 nyní již rozpadlý stát Srbsko a Černá Hora na mezinárodních fotbalových akcích, jako je mistrovství světa nebo mistrovství Evropy. V letech 1992 až 2003 se účastnili pod názvem Jugoslávie, která se ale lišila od Jugoslávie před válkou v Jugoslávii.

## Mistrovství světa
Seznam zápasů fotbalové reprezentace Srbska a Černé Hory na MS
| Rok    | Účast                                           | Soupisky |
| ------ | ----------------------------------------------- | -------- |
| 1994   | Účast nepovolena kvůli válce v Jugoslávii       | –        |
| 1998   | Vyřazení v osmifinále Nizozemskem               | Soupiska |
| 2002   | Nepostoupili z kvalifikace                      | –        |
| 2006   | Nepostoupili ze skupiny                         | Soupiska |
| Celkem | Účast – 2× Zlato – 0×, Stříbro – 0×, Bronz – 0× |          |

## Mistrovství Evropy
Seznam zápasů fotbalové reprezentace Srbska a Černé Hory na ME
| Rok    | Účast                                           | Soupisky |
| ------ | ----------------------------------------------- | -------- |
| 1996   | Účast nepovolena kvůli válce v Jugoslávii       | –        |
| 2000   | Vyřazení v čtvrtfinále Nizozemskem              | Soupiska |
| 2004   | Nepostoupili z kvalifikace                      | –        |
| Celkem | Účast – 1× Zlato – 0×, Stříbro – 0×, Bronz – 0× |          |

## Olympijské hry
- Zlato – 0
- Stříbro – 0
- Bronz – 0